# Murray Stewart
Murray Stewart (ur. 2 lipca 1986) – australijski kajakarz. Złoty medalista olimpijski z Londynu.
Zawody w 2012 były jego pierwszymi igrzyskami olimpijskimi. W 2012 triumfował w czwórce na dystansie 1000 metrów. Osadę tworzyli także Dave Smith, Jacob Clear i Tate Smith. W K-4 był srebrnym medalistą mistrzostw świata w 2011.